# 黄天树
黄天树（1949年1月8日—），男，福建莆田人，中国古文字学家，清华大学人文学院出土文献研究与保护中心教授（原首都师范大学文学院教授、副院长），中国殷商文化学会理事，中国文字学会理事。主要从事古文字学（甲骨文、金文、战国文字、秦汉简帛）和古代汉语的教学和研究工作。知名于对甲骨文的研究。

## 生平
1949年1月8日出生。1982年毕业于陕西师范大学中文系，留校攻读汉语史专业古文字研究方向硕士生，1985年获硕士学位。1988年7月在北京大学中文系获博士学位。学科专业为中国古典文献学，指导教师是裘锡圭教授，论文题目是《殷墟王卜辞的分类与断代》。
1988年至1995年，在陕西师范大学中文系任副教授、硕士生导师。1995年调入首都师范大学，历任教授、文学院副院长。1998年入选北京市跨世纪优秀人才工程。2005年入选北京市教委“拔尖创新人才百人计划”。2006年9月至2007年2月，兼任国立台湾大学中文系客座教授。2009年当选国务院学位委员会第六届中文学科评议组成员。2010年受聘为宝鸡文理学院特聘教授。2012年9月，参与成立首都师范大学甲骨文研究中心，担任国家级项目中华字库“甲骨文字的搜集与整理”中心主任和项目负责人。2013年担任出土文献与中国古代文明研究协同创新中心首都师范大学甲骨文研究平台主任。2018年8月，担任由教育部、国家语委组织成立的甲骨文等古文字研究与应用专家委员会委员。
2019年正式入职清华大学出土文献研究与保护中心。

## 奖项和荣誉
- 首都师范大学1999-2000学年度中文系最受学生欢迎十佳教师（2000年）
- 经济技术创新标兵（2001年，北京市总工会）
- 首都劳动奖章（2006年，北京市总工会）[9]
- 第五届北京市高等学校教学名师奖（2009年）[10]
- “北京市有突出贡献人才”荣誉称号（2017年，中共北京市委、北京市人民政府）[11]

## 出版物
- 黄天树. . 北京: 人民出版社. 2018. ISBN 978-7-01-020169-6.
- 黄天树. . 北京: 北京大学出版社. 2014. ISBN 978-7-301-24810-2.
- 黄天树. . 北京: 学苑出版社. 2014. ISBN 978-7-5077-4593-1.
- 黄天树. . 北京: 科学出版社. 2007. ISBN 978-7-03-020454-7.
- 黄天树. . 北京: 学苑出版社. 2006. ISBN 7-5077-2402-6.
- 黄天树. . 台北: 文津出版社. 1991. ISBN 957-668-005-0.

主编
- 黄天树 (编). . 北京: 学苑出版社. 2016. ISBN 978-7-5077-5076-8.
- 黄天树 (编). . 北京: 学苑出版社. 2013. ISBN 978-7-5077-4260-2.
- 黄天树 (编). . 北京: 学苑出版社. 2011. ISBN 978-7-5077-3884-1.
- 黄天树 (编). . 北京: 学苑出版社. 2010. ISBN 978-7-5077-3616-8.